# Заливной Луг
Заливной Луг — посёлок в Куйбышевском районе Новосибирской области. Входит в состав Новоичинского сельсовета.

## География
Площадь посёлка — 13 гектаров.

## История
В 1976 г. Указом Президиума ВС РСФСР посёлок фермы № 2 совхоза «Ичинский» переименован в Заливной Луг.

## Население
| 2002 | 2007 | 2010 |
| ---- | ---- | ---- |
| 108  | ↘87  | ↘57  |

## Инфраструктура
В посёлке по данным на 2007 год функционирует 1 учреждение образования.